# Lavatera trimestris
Lavatera trimestris, la malva real, planta de la familia Malvaceae, se cultiva por su exuberante y llamativa floración. 
- Nota: La especie está considerada por ciertos autores[1] como un sinónimo de Malva trimestris (L.) Salisb.

## Descripción
Es una herbácea perenne o anual (según el clima) con tallos muy ramificados, de entre 20 u 80 cm de altura. Las hojas son trilobadas y dentadas aunque las inferiores suelen ser redondeadas, todas de color verde amarillento. 
Las flores aparecen en racimos sobre largos pedúnculos al final de los tallos, solitarias y con forma de trompeta poseen pétalos dentados, obovales y anchos con corolas rosa o lila rayadas de púrpura.

## Distribución
Es nativa de la zona mediterránea, desde Turquía hasta España.

## Cultivo
Planta de fácil cultivo, se la suele emplear para borduras, macizos florales e incluso como flor cortada. La exposición ideal es a pleno sol, creciendo bien en cualquier jardín con tierra normal a la que se añada algo de estiércol o abono mineral. Los riegos deben ser frecuentes, sobre todo en climas calurosos.

## Citología
Número de cromosomas de Lavatera trimestris (Fam. Malvaceae) y táxones infraespecíficos
2n=14.

## Sinonimia
- Althaea trimestris (L.) Kuntze, Rev. Gen. 66, 1891
- Lavatera grandiflora Lam., Fl. Fr., 3 : 137, 1779, nom. illeg.
- Lavatera pseudotrimestris Rouy ex Cout., Bolet. Soc. Brot. 11: 127, 1893
- Malva trimestris (L.) Salisb., Prodr. Stirp. Chap. Allerton 381, 1796
- Malva trimestris (L.) G.H.Loos, Jahrb. Bochum. Bot. Vereins 1: 125, 2010, com. superfl.
- Stegia lavatera DC., Fl. Franç. (Lararck & Candolle) éd. 3, 4 : 836, 1805, nom. illeg.
- Stegia trimestris (L.) Risso, Fl. Nice 96, 1844
- Stegia trimestris (L.) T.Luque & Devesa, Lagascalia 14: 237. 1986, comb. superfl.
- Lavatera africana Mill., Gard. Dict., ed. 8 : n.º 2, 1768
- Lavatera alba Medik., Malv. 41
- Lavatera althaeifolia Mill., Gard. Dict., ed. 8 : n.º 1, 176.
- Lavatera meonantha Link, Handbuch (Link) 2: 359, 1831.
- Lavatera pseudotrimestris (Boiss. & Reut.) Cout., Bol. Soc. Brot. 11: 126, 1893
- Lavatera rigoi Porta, Nuovo Giorn. Bot. Ital. 19: 300. 1887
- Lavatera rosea Medik., Malvenfam. : 40. 1787
- Stegia trimestris var. brachypoda (Pérez Lara) Luque & Devesa, Lagascalia 14: 238 ,1986

## Nombres comunes
- Castellano: malva basta.[4]